# Sentimento estero
Sentimento estero è un singolo del gruppo musicale italiano Lo Stato Sociale, pubblicato l'11 gennaio 2019.
Il brano è stato realizzato come parte della colonna sonora del film Attenti al gorilla, diretto da Luca Miniero.

## Tracce
1. Sentimento estero – 5:06